# Elecciones generales de Tonga de 2014
 Las elecciones generales de Tonga de 2014 se llevaron a cabo el 27 de noviembre de ese año. Se eligieron los 26 escaños de la Asamblea Legislativa. Sin embargo, el monarca, siguiendo el consejo de su Primer Ministro, tiene la posibilidad de nombrar miembros para el Gabinete de fuera del Parlamento, lo que les otorga un escaño no electo sede de oficio. 
Fueron las segundas elecciones llevadas a cabo bajo la ley electoral de mayo de 2010, que dispuso que la mayoría de los miembros de la Asamblea fueran elegidos por el pueblo, en lugar de que el pueblo y la nobleza tuvieran igual representación. Las elecciones generales de 2010 fueron las primeras celebradas bajo este nuevo principio democrático; También fue el primero en producir un Parlamento facultado para dar consejos vinculantes al Rey en cuanto al nombramiento de un Primer Ministro.

## Antecedentes
En las elecciones generales de 2010, el Partido Democrático de las Islas Amigas (DPFI), liderado por el veterano activista a favor de la democracia ʻAkilisi Pohiva, había ganado doce de los diecisiete escaños populares, el resto fue a candidatos independientes. Pohiva, el parlamentario por Tongatapu 1, tenía la intención de convertirse en Primer Ministro, pero los nobles y los representantes populares independientes le encomendaron a Lord Tuʻivakanō la tarea de formar un gobierno, relegando al DPFI al estatus de una oposición parlamentaria de facto.
Teniendo en cuenta que las reformas introducidas en 2010 debían considerarse simplemente como un primer paso en el proceso de democratización, el DPFI presentó un proyecto de ley en octubre de 2013 (a través de ʻAisake Eke, parlamentario por Tongatapu 5  que habría permitido a las personas elegir al Primer Ministro directamente de entre los veintiséis miembros electos de la Asamblea, en lugar de que el Rey designara a uno de entre esos miembros por consejo del Parlamento. El proyecto de ley fue rechazado por quince votos contra seis, y ni siquiera logró asegurar el apoyo de todos los miembros de la DPFI.
No obstante, Pohiva anunció de inmediato que, a principios de 2014, su partido presentaría un proyecto de ley para la reforma electoral, de modo que los veintiséis miembros de la Asamblea sean elegidos por el pueblo. La nobleza aún conservaría sus nueve escaños existentes, pero esos nobles serían elegidos por el pueblo. Pohiva sugirió que esto haría a "todo el Parlamento [...] responsable ante el pueblo y no como lo tenemos ahora". El Dr. Malakai Koloamatangi de la Universidad de Massey comentó que probablemente era demasiado tarde para que una reforma de este tipo se aplicara a las elecciones de 2014.

## Sistema electoral
Bajo las reformas electorales introducidas antes de las elecciones de 2010, Tonga se dividió en diecisiete distritos electorales de un solo miembro para la elección de los representantes populares. Estos se superponen con los cuatro distritos electorales para la elección de los representantes nobles: un distrito electoral de cuatro miembros que cubre Tongatapu y Eua, un distrito electoral de dos miembros que cubre Vavaʻu, un distrito electoral de dos miembros que abarca Ha'apai y un distrito electoral de un solo miembro que cubre las islas de Niuafoʻou y Niuatoputapu. En ambos tipos de circunscripción, se aplica el sistema electoral de escrutinio mayoritario uninominal.
Todos los ciudadanos tonganos mayores de 21 años, excepto los titulares de títulos nobles y miembros de la Familia Real que poseen títulos nobles, tienen derecho a elegir al representante popular para su distrito electoral. Las "personas que están bajo una citación de la deuda" y las personas diagnosticadas como locas están no poseen el derecho al voto. En cuanto a los distritos electorales de los nobles, el derecho de voto se otorga a los pares hereditarios y a los compañeros de la vida, aunque solo los pares hereditarios tienen derecho a ser elegidos. Hay treinta y tres títulos de nobleza hereditaria, que solo los hombres pueden heredar, y que dan derecho al portador al título de "Lord". Algunos de estos títulos están vacantes periódicamente, y algunos son propiedad de miembros de la Familia Real.  

## Resultados
| Partido                                 | Votos  | %   | Escaños | +/– |
| --------------------------------------- | ------ | --- | ------- | --- |
| Partido Democrático de las Islas Amigas |        |     | 9       | –3  |
| Independientes                          |        |     | 8       | +3  |
| Representantes nobles                   | -      | -   | 9       | 0   |
| Votos inválidos / en blanco             | 105    | -   | -       | -   |
| Total                                   | 40,736 | 100 | 26      | 0   |
| Fuente: NZ Kaniva Pacific               |        |     |         |     |

### Representantes populares
| Distrito     | Electo                          | Votos |
| ------------ | ------------------------------- | ----- |
| Tongatapu 1  | Akilisi Pōhiva                  | 1,482 |
| Tongatapu 2  | Semisi Kioa Lafu Sika           | 1,091 |
| Tongatapu 3  | Siaosi 'Ofakivahafolau Sovaleni | 999   |
| Tongatapu 4  | Mateni Tapueluelu               | 783   |
| Tongatapu 5  | ‘Aisake Valu Eke                | 1,682 |
| Tongatapu 6  | Poasi Tei                       | 1,036 |
| Tongatapu 7  | Sione Vuna Fa'otusia            | 822   |
| Tongatapu 8  | Semisi Fakahau                  | 1,016 |
| Tongatapu 9  | Penisimani Fifita               | 679   |
| Tongatapu 10 | Pohiva Tu'i'onetoa              | 1,402 |
| 'Eua 11      | Tevita Lavemaau                 | 760   |
| Ha'apai 12   | Viliami Manuopangai Hingano     | 535   |
| Ha'apai 13   | Veivosa Taka                    | 823   |
| Vava'u 14    | Saia Piukala                    | 1,232 |
| Vava'u 15    | Samiu Vaipulu                   | 747   |
| Vava'u 16    | ‘Etuate Lavulavu                | 767   |
| Ongo Niua 17 | Sosefo Feʻaomoeata Vakata       | 519   |

### Representantes nobles
| Distrito                   | Electo                     | Votos |
| -------------------------- | -------------------------- | ----- |
| 'Eua                       | Lord Nuku                  | 7     |
| Ha'apai                    | Lord Tu'iha'teiho          | 4     |
| Ha'apai                    | Lord Tu'iha'angana         | 4     |
| Niuatoputapu and Niuafo'ou | Lord Fusitu'a              | 2     |
| Tongatapu                  | ʻAlipate Tuʻivanuavou Vaea | 11    |
| Tongatapu                  | Lord Ma'afu                | 10    |
| Tongatapu                  | Lord Tuʻivakanō            | 8     |
| Vava'u                     | Tonga Tuʻiʻafitu           | 5     |
| Vava'u                     | Lord Tu'i'afitu            | 4     |